# Mjóifjörður (Austurland)
Mjóifjörður (Austurland) (in lingua islandese: Fiordo stretto) è un fiordo situato nel settore orientale dell'Islanda.

## Descrizione
Mjóifjörður è uno stretto fiordo situato nella regione dell'Austurland, nei fiordi orientali. Ha una larghezza di 2 km all'imboccatura e penetra per 18 km nell'entroterra.
È posizionato tra il Seyðisfjörður a nord e il Norðfjörður a sud. Le sue strette sponde sono racchiuse da ripidi pendii su entrambi i versanti.

## Denominazione
Il nome "Mjóifjörður" (fiordo stretto) è abbastanza comune in Islanda e fa riferimento alla conformazione stretta e allungata di alcuni fiordi.
Altri fiordi con questo nome sono:
- Mjóifjörður (Kerlingarfjörður), nella regione dei Vestfirðir.
- Mjóifjörður (Ísafjarðardjúp), nella sponda meridionale dell'ampio Ísafjarðardjúp, nella regione dei Vestfirðir.

## Brekkuþorp
Il villaggio di Mjóifjörður (in islandese Mjóafjarðarhreppur) con 42 abitanti era il più piccolo comune dell'Islanda prima di fondersi il 9 giugno 2006 con Austurbyggð e Fáskrúðsfjarðarhreppur per formare il nuovo comune di Fjarðabyggð. L'insediamento di Brekkuþorp si trova sulla sponda settentrionale del fiordo, a 42 chilometri di distanza da Egilsstaðir.

## Caccia alle balene
Mjóifjörður è stato per un certo periodo il centro della caccia alle balene in Islanda, quando alcuni balenieri norvegesi che avevano installato delle stazioni di caccia alla balena nei fiordi occidentali, si trasferirono in questo fiordo in seguito al cambiamento delle rotte seguite dai cetacei.
Hans Ellefsen si trasferì da Önundarfjörður nel 1901 e Lauritz Berg arrivò nel 1903, dopo essersi spostato a Framnes dal Dýrafjörður. Ellefsen installò una stazione baleniera circa 6 km prima della fine del fiordo, sulla sponda meridionale in corrispondenza del promontorio Asknes; Berg installò la sua stazione sul fondo del fiordo. La stagione della caccia alle balene è durata dodici anni. La stazione baleniera di Ellefsen svolgeva un'attività molto intensa, furono costruite 20 case oltre a un molo e nel periodo di maggior attività arrivò a impiegare circa 200 persone. All'epoca era la più grande dell'Islanda. Nel 1903 furono lavorate 486 balene. Si stima che in totale 3200 balene furono lavorate nella stazione baleniera di Aksnes, e oltre 2000 balene nella stazione baleniera di Berg. In totale circa 5200 balene furono lavorate durante il periodo di attività.
Con la scomparsa delle balene dal fiordo l'attività fu interrotta, ma i resti della stazione sono ancora visibili nel fiordo.

## Vie di comunicazione
La strada T953 Mjóafjarðarvegur scende dall'altopiano Mjóafjarðarheiði e corre sulla sponda settentrionale del fiordo fino al faro Dalatangi; non è percorribile per gran parte dell'inverno. Per questo il villaggio viene raggiunto via mare due volte alla settimana in inverno.
Un vecchio sentiero, originariamente percorso a cavallo, passa attraverso il Gagnheiði e permette di arrivare al vicino fiordo Seyðisfjörður.